# Ottomaans Griekenland
Ottomaans Griekenland betreft de periode waarin het huidige Griekenland zich onder Ottomaanse heerschappij bevond. Ze verliep van omstreeks 1453 (Val van Constantinopel en daaropvolgende verovering van het Griekse vasteland) tot het einde van de Griekse Onafhankelijkheidsoorlog in 1832.

## Ottomaanse verovering
In 1453 viel Constantinopel in handen van de Turken. De Balkanlanden waren toen al grotendeels in hun handen en ook Griekenland lag open. In 1456 veroverden ze Athene en een groot deel van het Griekse vasteland. Een aantal eilanden kwam later aan de beurt, Rodos pas in 1523, Kreta in 1669, Korfoe zelfs tot 1797.
Steeds was er strijd tussen Venetië en de Ottomanen. Een Spaans-Venetiaanse vloot onder leiding van Don Juan van Oostenrijk (natuurlijke zoon van keizer Karel V) bracht de Turken in 1571 bij Lepanto (nu Návpaktos) aan de Golf van Korinthe een nederlaag toe. De Turken bouwden echter in een paar jaar een volledige nieuwe vloot. In 1687 belegerden de Venetianen de Akropolis van Athene. De Turken hadden hun kruitvoorraad opgeslagen in de Parthenon-tempel. Een mortierkogel veroorzaakte een explosie die aan het gebouw onherstelbare schade toebracht.

## Donkere eeuwen
De sultan verdeelde Griekenland in een zevental militaire districten en stuurde er Turkse boeren heen om zodoende een reserveleger bij de hand te hebben. Sommige dorpen waren eigendom van Turkse grootgrondbezitters; er waren geheel Turkse en geheel Griekse dorpen. Een militair (de "agha"), die vaak afwezig was, oefende er het gezag uit. Op de eilanden merkte men nog het minst van de Turken.
Ook al bestond er sinds 1453 geen Griekse staat meer, de Grieken vormden binnen het Osmaanse rijk allerminst een onbelangrijke minderheid. Handel en zeevaart waren bijna uitsluitend Griekse professies. Hoewel men om ambtenaar te worden wel de islam moest aanhangen, werd Buitenlandse Zaken desalniettemin door Grieken beheerst.
Gedurende de Turkse overheersing verslechterde de economische ontwikkeling van Griekenland. Na 1600 voerden de Ottomanen in delen van Griekenland een militair bestuur in, wat leidde tot verzet. Het leidde eveneens tot economische ontwrichting en een snelle daling van de bevolking.
De christelijke bevolking diende net zoals alle andere niet-moslims in het Ottomaanse Rijk een djizja te betalen, een belasting die, eenmaal betaald, een zekere vrijheid van religie toeliet. Hoewel niet-moslims niet in het leger van de Sultan hoefden te dienen, werd elke christelijke gemeenschap verplicht één zoon op vijf af te staan. Die kinderen werden vervolgens opgevoed als moslim en opgeleid om te dienen in het korps van de Janitsaren, de elite-eenheid van het Ottomaanse leger. Die opleiding kon leiden tot een aanzienlijke carrière in het Ottomaanse bestuur. Volgens de Griekse geschiedkundige Constantine Paparrigopoulos zouden gedurende de Ottomaanse periode ongeveer één miljoen Griekse kinderen in het Janitsarenkorps zijn ingelijfd.
In de 18e eeuw werd de toestand wat draaglijker, ook dankzij de hulp van Rusland (zie bv. de Orlofika). Griekenland mocht sinds 1774 een handelsvloot hebben onder Russische vlag, en in sommige bestuursfuncties werden Grieken benoemd. De guerrilla tegen de Turken ging echter door. Vele getergde boeren vluchtten de bergen in als hun dorp geplunderd werd of een Turks garnizoen moest herbergen. In onherbergzame gebieden hielden deze kleften (κλέφτες, eigenlijk "rovers") stand als ondergrondse strijders voor de vrijheid. Het Griekse streven los te komen van het Osmaanse rijk werd door de grote mogendheden in 1815 besproken op het Congres van Wenen, maar Groot-Brittannië voelde er niet veel voor, omdat het de veroverde Ionische Eilanden voor zichzelf wenste te behouden.

## De Griekse Vrijheidsoorlog
De drang naar onafhankelijkheid en de propaganda van de geheime genootschappen hadden succes. In 1821 brak de opstand tegen de Turken uit. Maar al spoedig begon de tegenslag en wel door de komst van Ibrahim Pasja, de veldheer van Mehmed Ali van Egypte, die de sultan te hulp snelde. Met meedogenloze wreedheid onderwierp hij verscheidene eilanden: op Chios werden 23.000 mensen vermoord ("le massacre de Scio"). Hij veroverde de Peloponnesos en drong door tot Midden-Griekenland. In 1826 vielen Athene en de sterke vesting Messolongion (nu Mesolongi) hem in handen. De Griekse opstand was in bloed gesmoord, het land verwoest. De Grieken slachtten op hun beurt ook volledige Turkse dorpen af.
Ondertussen had echter de publieke opinie in Europa partij gekozen voor de Grieken; de genootschappen van filhellenen stuurden geld, wapens en vrijwilligers. Ze verafschuwden de Turkse moordpartijen op de Grieken, die ze als afstammelingen van de helden van Marathon en Thermopylae beschouwden. De bekendste filhelleen was de Engelse dichter Lord Byron, die, na een zwerversleven door Europa, vol idealen naar het Griekse wespennest kwam om de Grieken te helpen bevrijden van de Turken en zich in 1824 als vrijwilliger meldde in het belegerde Messolóngi, waar hij drie maanden later aan de malaria bezweek.
In 1827 keerden de kansen. Rusland, Frankrijk en Engeland grepen in. Hun vloot bracht de Turks-Egyptische de nederlaag toe in de Zeeslag bij Navarino, op de westkust van de Peloponnesos ten noorden van Pylos. De Turken werden verdreven uit de Peloponnesos en Midden-Griekenland. Dit bevrijde gebied werd een republiek met Ioannis Kapodístrias als president.